# Blossia
Blossia är ett släkte av spindeldjur. Blossia ingår i familjen Daesiidae.

## Dottertaxa tillBlossia, i alfabetisk ordning[1]
- Blossia aegyptica
- Blossia albocaudata
- Blossia alticursor
- Blossia anatolica
- Blossia angolensis
- Blossia arabica
- Blossia brincki
- Blossia clunigera
- Blossia costata
- Blossia crepidulifera
- Blossia ebneri
- Blossia echinata
- Blossia electa
- Blossia falcifera
- Blossia filicornis
- Blossia fimbriata
- Blossia fradei
- Blossia gaerdesi
- Blossia gluvioides
- Blossia grandicornis
- Blossia hessei
- Blossia homodonta
- Blossia karrooica
- Blossia laminicornis
- Blossia lapidicola
- Blossia laticosta
- Blossia litoralis
- Blossia longipalpis
- Blossia macilenta
- Blossia maraisi
- Blossia maroccana
- Blossia massaica
- Blossia namaquensis
- Blossia nigripalpis
- Blossia obscura
- Blossia obsti
- Blossia occidentalis
- Blossia omeri
- Blossia orangica
- Blossia pallideflava
- Blossia parva
- Blossia planicursor
- Blossia pringlei
- Blossia purpurea
- Blossia quadripilosa
- Blossia robusta
- Blossia rooica
- Blossia rosea
- Blossia sabulosa
- Blossia scapicornis
- Blossia schulzei
- Blossia setifera
- Blossia singularis
- Blossia spinicornis
- Blossia spinosa
- Blossia sulcichelis
- Blossia toschii
- Blossia tricolor
- Blossia unguicornis